# قرباء جدا
قرباء جدا هو فيلم من نوع كوميديا أُصدر في 23 يناير 2009. الفيلم من إخراج وسيناريو إيريك توليدانو وأوليفير ناكاش.

## طاقم التمثيل
- Lionel Abelanski [الإنجليزية]‏
- فرانسوا كزافييه ديميسو
- اسحاق شاري  [لغات أخرى]‏
- Nicolas Wanczycki  [لغات أخرى]‏
- جان بن جوجي
- وليام فيري  [لغات أخرى]‏
- اودري دانا
- ادريان رويز
- زين الدين سويلم
- Alain Guillo  [لغات أخرى]‏
- ارسين موسكا  [لغات أخرى]‏
- أري أبيتان
- إيزابيل كاريه
- كاثرين حوسمالان
- Cyril Couton  [لغات أخرى]‏
- François Toumarkine ‏
- جويل بيرين
- لاننيك جاوتري
- ماثيو بوجناح
- عمر دياو  [لغات أخرى]‏
- رينيه لي الهدوء  [لغات أخرى]‏
- ستيف تران
- عمر سي
- إريك النجار  [لغات أخرى]‏
- فاليري كارسينتي
- جوزفين دي ميو
- جيرالدين نقاش
- ليزي بروشير
- تشارلي دوبون
- فنسنت الباز

## الإنتاج
موسيقى الفيلم التصويرية كانت من تأليف Frédéric Talgorn ‏.

## وصلات خارجية
- قرباء جدا على موقع IMDb (الإنجليزية)
- قرباء جدا على موقع ألو سيني (الفرنسية)
- قرباء جدا على موقع Turner Classic Movies (الإنجليزية)
- قرباء جدا على موقع أول موفي (الإنجليزية)
- قرباء جدا على موقع فيلمافينيتي (الإسبانية)
- قرباء جدا على موقع قاعدة بيانات الفيلم (الإنجليزية)
- قرباء جدا على موقع ليتربوكسد (الإنجليزية)
- قرباء جدا على موقع كينوبويسك (الروسية)